# 王邦雄
王邦雄（1941年7月27日—），筆名高瞻、王泓德，臺灣哲學學者，雲林縣西螺鎮人，《鵝湖月刊》創辦人之一。畢業於國立臺灣師範大學國文學系，文化大學哲研所碩士、博士。曾任北一女中教師、文化大學哲學系、淡江大學中文系所教授、國立中央大學中文系暨哲學研究所所長、鵝湖月刊社社長。
王邦雄與曾昭旭在學生時代私淑梁漱溟、熊十力、錢穆、唐君毅、牟宗三、徐復觀等新儒家領航者，引起他對中國文化及傳統的認同及使命。1975年與曾昭旭等人創辦《鵝湖月刊》，起初唐君毅、牟宗三並未參與，而創刊的目的，主要在於對師大國文系的學風進行反省，直至後來唐、牟的教學重心從香港轉至臺灣，才加深了新儒家與《鵝湖》的連結。
王邦雄的創作以論述及散文為主，擅以具體的生活經驗談論哲學，並與曾昭旭同樣積極於教育事業，對於如何在「人間世」安頓自我的心靈有較多的思考，形成不同於學院哲學的「平民特色」。

## 著作
- 王邦雄、曾昭旭、楊祖漢：《論語義理疏解》（台北：鵝湖，1982）
- 《材與不材之間》（台北：東大，1983）
- 《中國哲學論集》（台北：臺灣學生書局，1983）
- 《緣與命》（台北：漢光文化，1987）
- 《再論緣與命》（台北：漢光文化，1987）
- 《老子的哲學》（台北：東大，1988）
- 《韓非子的哲學》（台北：東大，1988；再版，台北：里仁書局，2010）
- 《當代人心靈的歸鄉》（台北：漢光文化，1989）
- 《做個出色的人》（台北：漢光文化，1991）
- 《那個要多情》（台北：太雅，1991）
- 《生死道》（台北：漢藝色研，1991）
- 《老子道》（台北：漢藝色研，1991）
- 《行走人間的脚步：儒門與隠者的對話》（台北：漢光文化，1991）
- 《生命的大智慧：老子的現代解讀》（台北：漢光文化，1991）
- 《向生活說話》（台北：漢光文化，1991）
- 《人間道》（台北：漢藝色研，1991）
- 《人生關卡》（台北：洪建全基金會，1992）
- 《活出自己的風格來》（台北：幼獅文化，1993）
- 《莊子道》（台北：漢藝色研，1993）
- 《開發生命的原動力》（台北：漢光文化，1994）
- 《儒道之間》（台北：漢光文化，1994）
- 王邦雄、高柏園、楊祖漢、岑溢成：《中國哲學史》（台北：國立空中大學，1995；再版，台北：里仁書局，2005）
- 《人生是一條不歸路》（台北：聯經，1995）
- 《圓一個人生的夢》（台北：允晨文化，1996）
- 《只願愛常在》（台北：漢光文化，1995）
- 《活出自信活出愛》（台北：幼獅文化，1995）
- 《世道：生命的學問十講》（台北：立緒文化，1997）
- 《一生好看》（台北：幼獅文化，1998）
- 《老子三書》（台北：漢藝色研，1998）
- 王邦雄、曾昭旭、楊祖漢：《孟子義理疏解》（台北：鵝湖，1998）
- 《在家出家與回家》（台北：九歌，1999）
- 《生命的實理與心靈的虛用》（台北：立緒文化，1999）
- 《走在莊子逍遙的路上》（台北：臺灣商務印書館，2004）
- 《用什麼眼看人生》（台北：三民書局，2004）
- 王邦雄、陳德和：《老莊與人生》（台北：國立空中大學，2007）
- 《行走人間》（台北：立緒文化，2007）
- 《修道：老子的生命真言》（海口：海南出版社，2008）
- 《老子道德經的現代解讀》（台北：遠流，2010；北京：北京聯合出版公司，2019）
- 《向儒道思想學情緒管理》（台北：九歌，2010）
- 《老子十二講》（台北：遠流，2011）
- 《莊子內七篇‧外秋水‧雜天下的現代解讀》（台北：遠流，2013）
- 《道家思想經典文論：當代新道家的生命進路》（台北：立緒文化，2013）
- 《走過人生關卡》（台北：立緒文化，2014）
- 《莊子寓言說解：學會放下，活出自在與美好》（台北：遠流，2015；北京：北京聯合出版公司，2019）
- 《生命的學問12講》（台北：立緒文化，2017）
- 《莊子七講：活出生命本身的大用》（台北：遠流，2018；北京：北京聯合出版公司，2019）
- 《緣命之間》（台北：遠流，2020）

## 參看條目
- 國立台灣師範大學文學院

## 外部連結
- 王邦雄在Facebook的專頁
- 淡江大學中國文學學系 - 王邦雄個人資料 （页面存档备份，存于）